# Хатище
Хати́ще — урочище на території Канівського району Черкаської області України. Розташоване за 1 км на південний схід від села Луковиця.
Урочище представлене лісовим масивом, який зростає на схилах яру. На сході урочище обмежене узбережжям Канівського водосховища, до якого стрімко обривається.
На території урочища знайдено залишки поселення трипільської культури.